# Suzanne Birnbaum
Pour les articles homonymes, voir Birnbaum.
Suzanne Birnbaum, née le 15 juillet 1903 dans le 5ème arrondissement de Paris, décédée le 22 novembre 1975 à Nantes, est une Française juive, commerçante à Paris et survivante de la déportation à Auschwitz durant la Seconde Guerre mondiale. Elle est connue pour avoir rédigé un récit autobiographique retraçant son arrestation et sa déportation de Drancy à Auschwitz.

## Biographie
En 1944, Suzanne Birnbaum tient rue de Chazelles une mercerie à Paris sous le nom de son compagnon, enfreignant la loi car les juifs n'ont alors plus le droit de détenir des commerces. En janvier 1944, elle est arrêtée probablement sur dénonciation, emmenée à Drancy et déportée le 20 janvier 1944 à Auschwitz-Birkenau dans le convoi no 66. Elle porte le matricule no 74 837. Elle y est employée dans le commando des marais et des pierres, avant d'être affectée à celui des pommes de terre, ce qui lui permet d'améliorer sa condition par l'« organisation », c'est-à-dire le chapardage et l'organisation du marché noir dans les camps de concentration nazis.

## Publication
Suzanne Birnbaum publie en 1945, après son rapatriement en France, un récit autobiographique retraçant l'ensemble de son expérience d'incarcération dans les camps de concentration d'Auschwitz, Belsen et Raguhn. Le livre, intitulé Une Française juive est revenue sort en 1946, et est réédité en 1989 et en 2003. L'histoire est reprise dans le documentaire d'Emil Weiss, Auschwitz, premiers témoignages, diffusé sur ARTE, en 2011, 2012 et 2014.

## Pour approfondir